# Florence Dauchez
Pour les articles homonymes, voir Dauchez.
Pour les autres membres de la famille, voir Famille Dauchez.
Florence Dauchez, née le 9 novembre 1964 à Saint-Germain-en-Laye, est une journaliste et animatrice de télévision française.

## Biographie
Après une maîtrise de droit et de lettres modernes, Florence  Dauchez commence sa carrière en 1986 au service économie du quotidien Le Figaro  , puis rejoint la matinale de TF1. En 1990, elle rejoint ensuite FR3 puis le service économie de La Cinq en 1991.
Après l’arrêt de La Cinq, Florence Dauchez réalise un documentaire sur l’Algérie. Diffusé sur France 3, Rachida, lettres d'Algérie recevra le Prix Albert-Londres, le prix du Festival international de Leipzig, le Prix Ondas et sera même nommé aux Emmy Awards.
Après avoir présenté un magazine mensuel Autrement dit puis les éditions du week-end du journal de la nuit sur France 2 de 1994 à 1997, Florence Dauchez rejoint M6 en septembre 1997 pour animer, en remplacement de Patrick de Carolis, le magazine dominical d'investigation Zone interdite pendant la saison 1997/1998.
À partir de juin 2000, elle anime L'enjeu olympique, une émission hebdomadaire sur La Cinquième, Florence Dauchez rejoindra la chaîne franco-allemande Arte Le journal de la culture, en alternance avec Annette Gerlach.
De septembre 2005 à juin 2007, Florence Dauchez anime l'émission consacrée aux médias + Clair diffusée en clair sur la chaine Canal+. De septembre 2006 à juin 2008, elle anime aussi l'émission À juste titre sur I>Télé, la chaîne d'information en continu du groupe Canal+.
En septembre 2007, Florence Dauchez devient la rédactrice en chef et la présentatrice du JT de Canal+, journal télévisé d’une vingtaine de minutes diffusé sur Canal+ à 18 h 45 du lundi au vendredi. Elle devient la plus jeune présentatrice de JT de France. À compter de septembre 2008, en complément du journal du soir sur Canal +, elle interviewe dans Le grand témoin un invité chaque soir à 20 h 45 sur i>Télé.
En août 2017, elle quitte Canal+, ne se reconnaissant plus dans la ligne éditoriale.
En 2023, elle crée Visible, un média qui lutte contre l'invisibilisation des femmes.

## Émissions de télévision
- 1994 - 1997 : Le journal de la nuit, éditions du week-end sur France 2
- 1997 : Autrement dit sur France 2
- 1997 - 1998 : Zone interdite sur M6
- 2000 - 2002 : L'enjeu olympique sur France 5
- 2004 - 2005 : Le Journal de la Culture sur Arte
- 2005 - 2007 : + Clair sur Canal+
- 2006 - 2008 : À juste titre sur i>Télé
- septembre 2007 - Juin 2014 : Le JT du Soir sur Canal+
- septembre 2008 - décembre 2008 : Le grand témoin sur i>Télé
- septembre 2014 - juillet 2016 : Le JT du Week-end sur Canal+

## Distinctions

### Récompenses
- Prix Albert-Londres de l'audiovisuel en 1994
- Prix Richelieu en 2006[5],[6].

### Décoration
- Chevalier de l'ordre national du Mérite (15 novembre 2013)[7]